# 島蚺屬
島蚺屬（學名：Casarea）是蛇亞目島蚺科下的一個單型屬，屬下只有島蚺（C. dussumieri）一個蛇種。島蚺是毛里裘斯的地方特有種，因此只分布於當地一帶。目前未有任何亞種被確認。

## 特徵
成年的島蚺身體偏於幼細，體長最多約為159公分。雄性島蚺較性有著更為纖幼的身形及尖細的頭部，而且身體也較雌蛇為短。島蚺的身上滿佈細銳的中骨結構的鱗片，並因此而聞名。牠們的背鱗顏色主要為深棕色，腹部則較為淺色。牠們在一天二十四個小時內會隱隱有著深淺色的轉變，以適應日間及夜間的環境。傍晚時份是島蚺最活躍的時段，這是由於蛇的皮膚細胞所引致的生理反應。

## 地理分布
島蚺主要分布於毛里裘斯，尤多出沒於圆岛一帶。

## 保育狀況
島蚺目前被世界自然保護聯盟列入紅色名錄中的「瀕危」級別（EN）。這代表著即使島蚺的物種現今並非處於高危水平，但牠們仍然面對著隨時在野外滅絕的重大威脅及危機，而得出這結論是基於現在可知的成年物種數量，已經剩下不多於250隻。

## 備註
1. 1 2 3  McDiarmid RW、Campbell JA、Touré T：《Snake Species of the World: A Taxonomic and Geographic Reference, vol. 1》頁511，Herpetologists' League，1999年。ISBN 1-893777-00-6
2. 1 2  . ITIS. 2007  [16 August, 2007].
3. ↑  世界自然保護聯盟瀕危物種紅色名錄：島蚺
4. ↑  世界自然保護聯盟物種分類標準 的存檔，存档日期2006-07-18.

## 外部連結
- （英文）TIGR爬蟲類資料庫：島蚺屬
- （英文）ARKive：島蚺 at ARKive
- （英文）毛里裘斯百科全書：關於島蚺